# كلايف إدواردز (موسيقي)
كلايف إدواردز (بالإنجليزية: Clive Edwards)‏ هو موسيقي بريطاني، ولد في 19 يناير 1953 في هونسلو ‏ في المملكة المتحدة.

## وصلات خارجية
- كلايف إدواردز على موقع ميوزك برينز (الإنجليزية)
- كلايف إدواردز على موقع ديسكوغز (الإنجليزية)